# Kívánságkosár
A Kívánságkosár egy kívánságműsor, a Duna Televízió egyik legsikeresebb műsora volt, amit bizonyít a nagy nézői aktivitás a műsor ideje alatt. Minden hétköznap délután 12 óra 20 perctől jelentkezett. Régebben 11:30-tól 14:00-ig tartott. 
A közmédia a műsort rádiócsatornáin folytatja, 2023 márciusában a Kossuth rádióban hallható a műsor, vasárnap délutánonként, 15:32-től. Szerkesztő Toldi Szabolcs, műsorvezető Balog Tamás.
Ez nem egy szokásos kívánságműsor volt, mert összekötötte  a világ magyarságát. Információkat, beszélgetéseket, üzeneteket és zeneszámokat tartalmazott közel két órán át. A műsor élőben is követhető volt a Duna Televízió honlapján, valamint a Duna World csatornán. Éjszaka megismételték a Dunán és a Duna World-ön is. 2015. december 31-én volt látható az utolsó adás.
2020. március 3-tól a Heti TV-n indul Kívánságszolgálat Dr. Klement Zoltánnal címen új kívánságműsor, a Kívánságkosár korábbi műsorvezetőjével, Klement Zoltánnal.

## Stúdiók
A műsor többször is megújult. Legelőször, indulásakor egy kisebb méretű stúdióból jelentkezett. A díszlet barnás-fehéres volt, majd ezt kibővítették a jelenlegihaz hasonló elrendezésűvé. A második stúdió tágasabb, színesebb volt, jellegzetes főcímzenével. Innentől kezdve a műsort 16:9-es képarányban sugározták. A harmadik stúdió a Mészáros utca 48. helyett már az mtv székházában, a Kunigunda útca 64.-ben lett kialakítva. A stúdiót 2011. november 7-től használja a Kívánságkosár kék megvilágítással. Jellemző a kék-fehér-szürke színek használata.

## Zeneszámok
A műsorban jelentős szerepet játszanak azok a zeneszámok, amelyet a nézők küldhetnek szeretteiknek, családtagjaiknak. Általában a Duna televízió más, régebbi zenés műsoraiból válogatnak ki minden nap a ,,harmincas listára,, harminc zenét, vagy videóklipet, amit a nézők telefonon, levélbe, vagy e-mailben kérhetnek.

## A műsor felépítése
A műsoridő általában napi két óra, de vannak különleges közvetítések is, ilyenkor a műsor hossza változó. A műsor elején felolvassák a nap mottóját, majd elmondják az elérhetőségeket. Ezután következnek az üzenetek, amelyek között néha vendégekkel beszélgatnek. A végén gyakran nyereményeket sorsolnak az üzenők között vagy programot ajánlanak.

## Üzenetek
A műsor lényege az, hogy a nézők különböző alkalmakból üzenhetnek ismerőseiknek, vagy nem ritkán a műsorvezetőknek. Az üzeneteket születésnap, névnap, házassági évforduló, vagy megemlékezés céljából küldhetik.

## Műsorvezetők
A műsor állandó műsorvetői közé tartozik Morvai Noémi, Asbóth József és Klement Zoltán. Mellettük váltakoznak: Bényi Ildikó, Erdélyi Claudia és Radványi Dorottya.
Korábban műsorvezető volt: Banner Géza, Csáky Zoltán, Ciprusz Éva, Farkas Beatrix, Katona Erika, Rátonyi Kriszta, Volf-Nagy Tünde.

## Érdekességek
- 2008. február 29-én huszonkilences lista volt, utalva ezzel a szökőnapra.
- December 31-én évente szilveszteri különkiadással jelentkezik, ahol 11 órakor elhangzik a székely himnusz
- 2012. 2013. 2014. évi szilveszteri Kívánságkosár műsorvezetője: Radványi Dorottya és Klement Zoltán. Az elmúlt 3 év szilveszteri adásának vendége volt: Bangó Margit, Cserpes Laura, Pál Dénes, Kocsis Tibor, Nyári Alíz, Nyári Edit, Nyári Károly, Vastag Tamás, Vastag Csaba.
- Takács Nikolas Édesanyám, Boldoggá tenni című dalainak televíziós premierje 2014-ben a Kívánságkosárban volt.
- Nagy Edmond (az 1. Megasztár döntőse 2003-2004) Neked adnám a szívem, Vigye el a szél című dalainak premierje 2015.03.20-án a Kívánságkosárban volt.
- A 2015. évi szilveszteri, utolsó Kívánságkosár műsorvezetője: Radványi Dorottya és Klement Zoltán. Vendégek: Bangó Margit, Koós János, Aradszky László, Nyári Károly, Nyári Edit, Nyári Aliz, Náray Erika, Ungár Anikó, Csonka András, Nagy Sándor. Közreműködött: Asbóth József, Erdélyi Claudia, Bényi Ildikó és Ciprusz Éva.